# オフショア市場
オフショア市場（オフショアしじょう）とは、ユーロカレンシーとユーロ債を取り扱う国際銀行業を誘致するため、金融規制を緩和または撤廃し、税その他の課金を減免する地域である。単なるタックス・ヘイヴンではなくて国際金融市場である。

## 概要
オフショア金融センターを核とする概念である。国際決済銀行はユーロ市場と共に勃興した13のセンターを挙げている。すなわち香港・シンガポール・バーレーン・パナマ・バハマ・ケイマン諸島・オランダ領アンティル・バルバドス・バミューダ・レバノン・リベリア・バヌアツ・英領西インド諸島という発展途上地域である。オフショア市場は現地に雇用をもたらせば国民総生産を増加させる。雇用を生まなくても国内総生産は増加するし、営業免許料をとることができる。人口等についてセンターよりも広い概念であるオフショア市場には、ロンドン・ニューヨーク・ルクセンブルク・リヒテンシュタイン・チューリッヒ・東京など先進国もふくまれる。
オフショア市場の業務は金融と保険に大別される。金融は中長期の起債や投資信託の進出まである。保険というとバハマ・バミューダ・ケイマンが再保険会社の基地と化している。オフショア市場は、その地域が大都市なら情報環境を駆使して機能するが、辺鄙なところでは専らタックス・ヘイヴンとして記帳の役だけを果す。オフショア市場はタイプが三つある。東京・ニューヨーク・バーレーン・シンガポールのような国内市場と分離されているタイプが一つ。ロンドンのような国内市場と融合しているタイプが一つ。ビッグバンまでに為替管理が撤廃されており、国内市場で外貨取引や非居住者との取引に制限がない。そして最後に、ケイマンやバハマなどのタックス・ヘイヴンタイプである。実態のある取引は、ここでの記帳を元に場所を変えて行う。

## 中欧国際銀行
1968年、ハンガリーで新経済メカニズム（New Economic Mechanism）が立案された。計画は冷戦の壁を乗り越えるため、価格革命を第一歩として1972年から1978年まで推進されたが、東欧革命まで知る者は少なかった。
新経済メカニズムでは緩慢だが、多国籍企業に開放的な、計画性のある民営化が行われた。
1979年、ハンガリー国立銀行がコメコン域内唯一のオフショア金融機関である中欧国際銀行を創立した。出資割合は、国立銀行が34％、あとはBanca Commerciale Italiana ・Bayerische Vereins Bank ・クレディ・アンシュタルト・日本長期信用銀行・ソシエテジェネラル・太陽神戸銀行がそれぞれ11％を出している。オフショア機能については大蔵省が特権を与えており、中央銀行指導およびハンガリー外国為替規則から除外されている。中欧国際銀行の国際金融業務に地理的制約は無い。
西側諸国との経済交渉は促進されたが、1980年代にハンガリーは巨額の対外債務を抱えた。ソ連からの原燃料輸入価格の上昇と西側市場の停滞という国際経済環境の激変から、経常収支が慢性的に赤字に陥って非採算事業を救済した。
1988年10月に会社法（100％外資会社容認）、12月に外資導入法（特別免税）、1989年に企業転換法（民営化法）、1990年1月に個人事業法（起業届出制）、国家資産管理庁法（民営化監督）と相次いで市場経済化に向けた法律が制定された。1991年、EUの規準に則った会計原則を規定した会計法、破産法、中央銀行法、法人税法、個人所得税法が制定された。社会主義政権下で没収された個人資産と教会資産を保障する損害補償法ならびに教会資産法、一部国有資産を地方自治体へ移管する地方自治体所有化法も制定された。1992年には生協を企業に転換する協同組合法と、近い将来に民営化すべき国有資産の当面の運用について規定した一時的国有資産運用法が制定された。1995年5月、新民営化法が成立した（2年でエネルギー・通信事業民営化）。

## NYとバーレーン
1974年1月アメリカで海外向け融資自主規制その他資本規則が撤廃された。これをきっかけにIBF構想が浮上した。IBF（International Banking Facility）とは、エッジ法にいう会員銀行と米預金銀行、そして外銀の支店・代理店が、非居住者のためだけにサービスを提供する特別口座である。1976年6月ニューヨーク州議会で税法上の優遇措置を盛り込んで立法された。
1977年、シティバンクが「ニューヨーク金融フリーゾーン」構想を提唱した。これを手形交換所協会（Clearing House Association）が引き継いで、1978年7月14日に報告書を発表し、連邦準備制度に対しても正式に提案した。そこで、マクファーデン法（McFadden Act）修正による州際銀行業務解禁とCHIPSの州際化が主張された。
ベイルートがレバノン内戦で閉鎖されたので、バーレーンがオイルマネーの還流拠点に選ばれた。バーレーンにおけるオフショア・バンキング・ユニット（OBU）市場は、1975年10月に通貨当局（Central Bank of Bahrain）の主導で創設された。この市場において、1975年末に総資産高17億ドルにすぎなかったものが、1983年4月には約600億ドルに達した。OBUの総資産は1982年8月に611ドルまで落ち込んだ。原因は、中南米・東欧諸国の累積債務問題が表面化して国際信用不安が高まったことや、同年同月クウェートで起きたマナハ非後任株式市場の大暴落事件、サウジの国内銀行保護政策、イラン・イラク戦争の長期化による貿易金融の不振等を挙げることができる。OBU市場は1987年末から急回復した。
東欧諸国のうちハンガリーについてはすでに触れた。メキシコをはじめとする中南米の累積債務問題は、シンジケートローン業務の限界をつくったので、無担保・無国債のユーロ債市場で商業銀行は証券化を加速させた。

## 東証のユーロ市場化

### 日米円・ドル委員会報告書
1968年、シンガポールがオフショア市場となったころに、東京オフショア市場構想は都市銀行から提出されていた。資本の自由化の途上で、1973年1月に海外経済協力基金総裁の細見卓（元大蔵省財務官）が東京IBFの私案を発表し、メガバンクの一部と在日外銀の支持を得た。さまざまに反対されて、私案は1983年秋からの日米円・ドル委員会でも議論されなかった。
しかし、同委員会は私案反対論者のユーロ円取引拡大が望ましくないという根拠を霧散させた。東京オフショア市場は東京のユーロ市場であり、そこで取引される円は規制がないという意味でユーロ円であった。
1983年11月、中曽根康弘とロナルド・レーガン両首脳が東京で会談し、これをきっかけに同委員会（正式名称「日米共同円・ドル・レート、金融・資本市場問題特別会合」）が設けられた。同委員会作業部会は、1984年2月から5月にかけて、大場智満財務官とスプリンケル財務次官を共同議長に攻防が展開された。5月29日、竹下登蔵相とドナルド・リーガン財務長官の署名で「報告書」が両首脳に提出された。報告書の骨子は、①大口から順次預金金利の自由化を図る、②金融・資本市場の開放、③円の国際化、以上の3点であった。日本政府は同報告書の中で、②の東京証券取引所会員権について不介入の立場を示していた。しかし転機が訪れた。1984年9月に太平洋証券が発足を決めたので会員権が一つ空いた。12月13日、リーガンのメリルリンチが東証会員権取得を文書で希望してきた。このときはウツミ屋証券が16億円を払って取得した。するとアメリカ政府は会員枠自体の開放を迫った。1985年5月初めに開かれたボン・サミットの準備会合で、竹下蔵相がジェームズ・ベイカー財務長官に「対外開放」の趣旨を伝えた。9月26日の臨時会員総会で、会員枠を10社増やすことが正式に決まった。メリルリンチ、ゴールドマン・サックス、モルガン・スタンレー、ジャーディン・フレミング、ヴィッカース・ダ・コスタ（Vickers da Costa）、そしてマーチャント・バンク（merchant bank）のSGウォーバーグ（S. G. Warburg & Co.）の外国証券6社が新会員となった。国内証券4社は平岡証券、今川証券、岡地証券、東海証券であった。これは会員権の第一次開放であって、序の口であった。

### 失われる30年の軌道敷設
第一次開放と並行して、日英金融協議の場でイギリス政府は、自国の商業銀行系証券子会社を日本政府が証券会社として認めるべきだと迫った。日本は銀証分離を理由に断るつもりであったが、野村証券など日本の大手4証券会社がイングランド銀行に銀行免許の取得申請をしていたので、これが弱みとなった。イギリスはビッグバンの一環として銀行法の改正や1986年金融サービス法の制定を計画しており、それらに相互主義を盛り込む方針だった。結局、大蔵省はヨーロッパ諸国の銀行に対して、銀行の出資比率が50％以下の証券子会社による日本国内への支店開設を認め、1985年12月15日ドイツ銀行に証券業務を認める方針を伝えていた。このとき、ペイン・ウェーバー（現UBS）やシュローダー、カザノヴ商会などの証券業務が認められている。ドイツ銀行系では、香港のDBキャピタル・マーケットがシーメンスとバイエル両社からそれぞれ25％ずつ出資を受けて支店を開いた。1986年9月1日、ナショナル・ウエストミンスター銀行の子会社カウンティ・バンクにも証券免許を与えた。ここまでしてやっと、イングランド銀行が野村証券に免許を交付した。そしてアメリカが便乗してきた。1986年9月12日、東京で開かれた日米円・ドル委員会第四回フォローアップ会合で、うちにも日本でユニバーサル・バンキングをやらせろと言ってきたのである。
東京オフショア市場は1986年12月1日に発足した。1987年5月27日、ワシントンで行われた日米円・ドル委員会第五回フォローアップ会合で、日本政府が、JPモルガン、ケミカル、マニュファクチャラーズ・ハノーバー、バンカース・トラスト（現ドイツ銀行）、以上4社の証券子会社に証券免許状を与える方針を伝えた。ヴィッカース・ダ・コスタはその買収事業に在日支店が存するという理由で例外的に認められていた。このころ東証はコンピュータ売買の増加を決め、第二次開放として11月に会員定数を93社（空席1）から114社に増やす定款変更を行った。10月にブラックマンデー。12月に外国証券16社が新会員となったが、それはたとえばソロモン・ブラザーズ、キダー・ピーボディ、ファースト・ボストン、シェアソン・リーマン・ハットン、クラインワート・ベンソン（現ソジェン）、シュローダー、ベアリング、ソジェン、ドイツ銀行、スイス銀行コーポレイション、フィリップス・アンド・ドリューであった。1989年4月には、非居住者性の確認手続き、貸付相手先の資金使途に関する確認手続きの簡素化がなされ、東京金融先物市場も創設された。6月にオプション市場も開設された。集中した資金需要が10月に公定歩合を吊り上げ、翌1990年2月から株価の暴落が続いた。

## バンコクIBFのドル化現象
1992年9月8日、バンコク・オフショア市場（BIBF）の開設が閣議決定された。恒常的に不足する国内貯蓄を海外から資金調達して補填する目的だった。取り扱い通貨は外貨のみに限定され、ユーロ・バーツの国内持ち込みは認められていなかった。
1993年3月2日、タイ銀行総裁を議長とする合同委員会がBIBF参加銀行を発表した。新規参入外国銀行が20行も承認された。新規参入外銀の場合、最低持込み金1億バーツという業務規制があり、開業後3ヵ月以内にこの条件を達成しなけれはならなかった。ほかに承認されたのは既存の外銀12行と、地場銀行15行であった。BIBFは16日に開設された。BIBFには個人も参加できたが、しかし貸付最低限が50万ドルという大企業向けの構造だった。金融機関はシンガポール・香港・アメリカの在外支店から外貨を調達した。地場銀行も新規参入外銀も、当初はシンガポールや香港のオフショア市場からの移転・書換という形で実績を上げざるを得なかった。これがBIBFの事業収益の低さに反映している。大企業は勅令でパブリック・カンパニーへの切り替えを強制され、認められた広範な資本調達手段でユーロ債を発行し、機関化していった。BIBFは投資顧問業務も担当した。
バスケット方式の管理変動相場制のもとで、バーツの対ドル相場（25.5バーツ前後）が安定的に維持されていた。海外の短期資金は専らバーツ金利の動向に鋭敏に反応した。バーツ金利が上昇し内外金利差が拡大すると、海外資金（USドル）が大量に流入した。為替持高を調整できない商業銀行のためにドルを中央銀行がバーツに交換、インフレ圧力を高めた。しかしこれは、政治的混乱が生じれば直ぐドルに戻って流出し国内金利を急騰させる構造だった。
実際は日中香港同時機関化を企図しての流出がおこった（アジア通貨危機）。ユーロは買占めが難しかった。